# 岔头镇
岔头镇，是中华人民共和国河北省石家庄市灵寿县下辖的一个乡镇级行政单位。

## 行政区划
岔头镇下辖以下地区：
东岔头村、西岔头村、大夫庄村、板峪村、杜家沟村、松阳村、王家庄村、南台头村、岸沟村、东高阳庄村、坡门口村、李家沟村、胡家坪村、大南地村、刘家沟村、寨南村、牌坊村和瓦房台村。